# Barnstorming

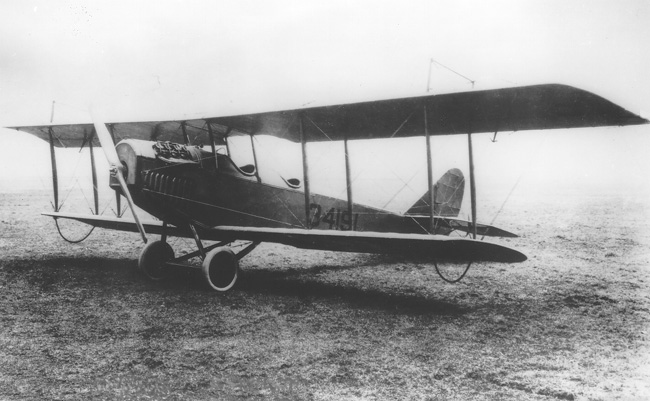
Curtiss JN-4 aus der Gründerzeit der Barnstormer

Barnstorming war eine in den 1920er Jahren beliebte Form der Unterhaltung in den USA, die auch die weitere Luftfahrtgeschichte des Landes prägte.
Der ursprünglich Begriff  barnstorming stammt aus einer früheren amerikanischen Tradition der ländlichen politischen Kampagnen.
Die sogenannten Barnstormer waren Stunt-Piloten, die entweder einzeln oder in Gruppen mit ihren Flugzeugen besonders geschickte oder gewagte Kunststücke in Form des heutigen Kunstfluges vorführten. Sie waren zugleich fliegende Schausteller. Die Veranstaltungen fanden meist auf landwirtschaftlichen Flächen für ein oder zwei Tage statt. Die Barnstomer verkauften auch bei der Gelegenheit Flugzeuge an die Landwirte und boten die Flugausbildung an. Die Barnstorming-Saison lief vom Frühjahr bis nach der Ernte- und Jahrmarktzeit im Herbst.

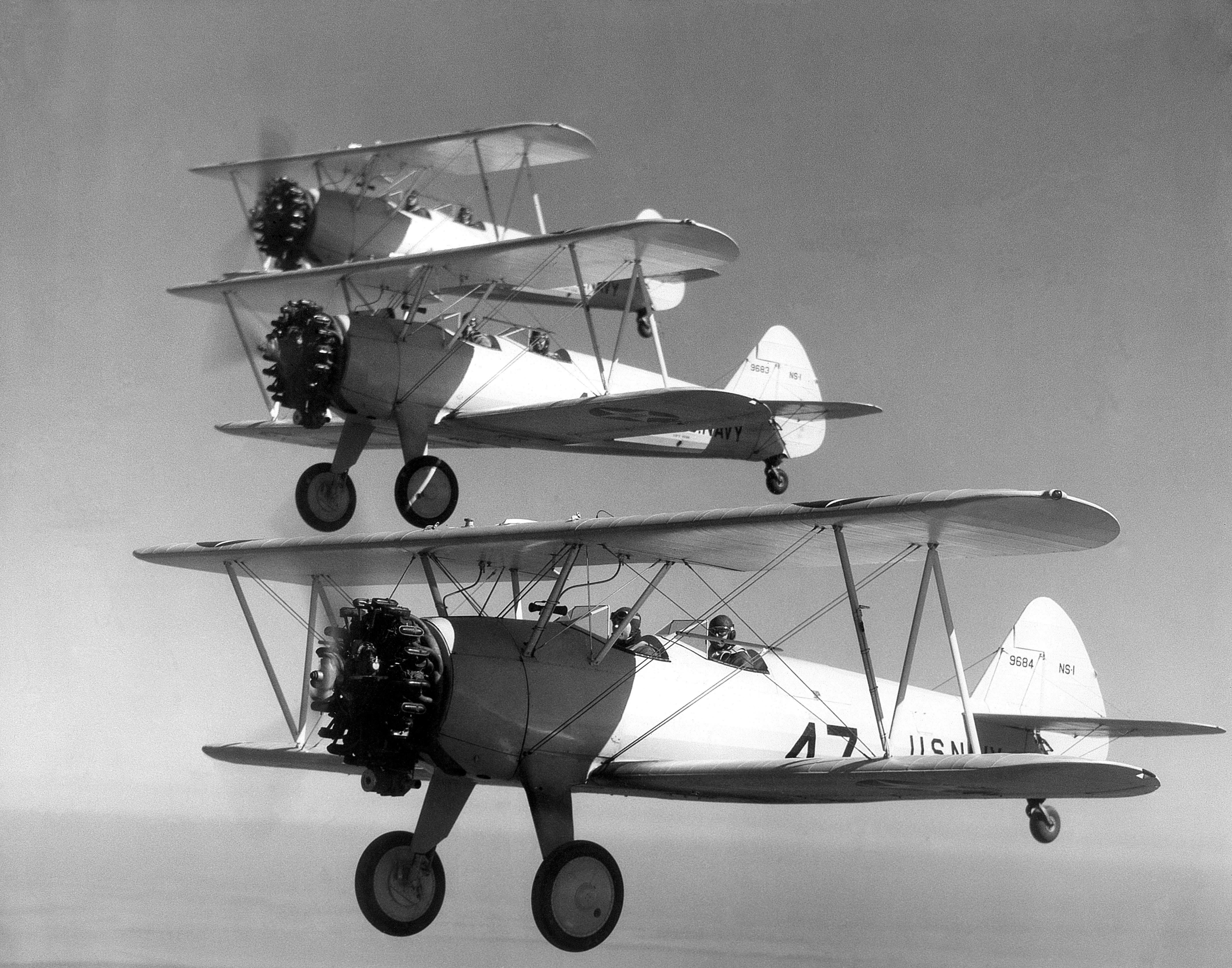
Formationsflug

## Geschichte
Nach dem Ersten Weltkrieg entstand die Barnstorming-Bewegung in den USA in Kombination mit dem Fehlen von Gesetzen zur Regulierung der Allgemeinen Luftfahrt (Federal Aviation Regulations) und der Tatsache, dass die Regierung der Vereinigten Staaten eine beträchtliche Anzahl von Militärflugzeugen, wie die Curtiss JN-4 (sogenannte Jennys) und auch andere Modelle für einen Bruchteil des ursprünglichen Ausgangswertes verkaufte. Dies erlaubte vielen Militärpiloten, die bereits mit den Flugzeugen vertraut waren, sich eigene Flugzeuge zu kaufen.

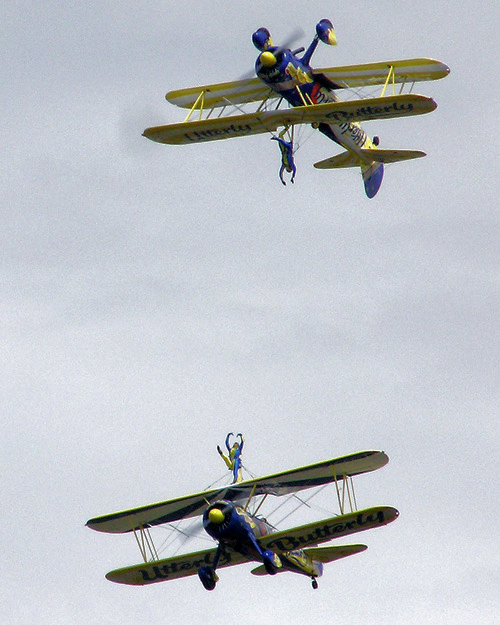
Barnstormer-Show mit Wingwalker

Die meisten Barnstorming-Shows begannen mit einem Piloten oder auch in Formationen von mehreren Maschinen, die am Vortag über einer ländlichen Kleinstadt kreisten, um die Aufmerksamkeit der Bewohner zu gewinnen. Danach verhandelten die Piloten mit einem Besitzer des örtlichen Bauernhofs, auf seinem Gelände landen zu dürfen. So wurden die Felder zur vorübergehenden Landebahn, von der aus die Flugschau stattfand. In den Dörfern wurden dann Flugblätter verteilt. Nach der Show wurden die Piloten für ihre waghalsigen Kunststücke mit einem Entgelt belohnt. Am Tag der Vorführung wurde oft das ganze Dorfleben heruntergefahren, und die Menschen strömten aus der Stadt, um die Show zu besuchen. Eine heute noch bekannte Formation, die in der Zeit der Barnstormer entstand, sind die Wingwalker-Stunts.
Die Barnstormer boten immer mehr spektakuläre Stunts an, wie zum Beispiel den Umstieg von einem Flugzeug zu einem anderen. Es kam bei diesen Stunts so häufig zu Todesfällen, dass die zivile amerikanische Luftfahrtbehörde sich 1936 schließlich gezwungen sah, die Barnstorming-Shows einzuschränken. Shows fanden danach nur noch auf zugelassenen Flugplätzen mit entsprechenden Regeln statt.